# Einstein-Teleskop
Das Einstein-Teleskop (englisch Einstein Telescope) ist ein Konzept für einen zukünftigen Gravitationswellendetektor. Der Aufbau soll dabei existierenden Detektoren wie LIGO ähneln, das Einstein-Teleskop soll als dritte Generation von Gravitationswellendetektoren aber wesentlich genauer werden. Der Detektor soll viele Quellen von Gravitationswellen finden können sowie die allgemeine Relativitätstheorie in Systemen mit starken Gravitationsfeldern präziser vermessen.
Das Konzept wurde vor allem im Rahmen des siebten Forschungsrahmenprogramms der Europäischen Kommission untersucht.
2021 wurde das Projekt auf die Roadmap des Europäisches Strategieforum für Forschungsinfrastrukturen aufgenommen. Mit der Gründung der ET Collaboration haben sich die am Projekt beteiligten Wissenschaftler formal organisiert.

## Vergleich mit anderen Detektoren
Gravitationswellen wurden erstmals 2015 von Advanced LIGO nachgewiesen. aLIGO gehört zusammen mit Advanced Virgo und KAGRA zur zweiten Generation von Gravitationswellendetektoren – empfindlich genug, um die stärksten Signale zu sehen, aber noch nicht empfindlich genug für Präzisionsmessungen. Die Genauigkeit ist vor allem durch Rauschen begrenzt, durch seismisches Rauschen sowie durch thermische Bewegung der optischen Elemente. Auch die Laserleistung limitiert die Genauigkeit. Das Einstein-Teleskop soll in all diesen Bereichen besser werden als seine Vorgänger. Es soll Gravitationswellen von sehr viel weiter entfernten Ereignissen aufspüren als das bisher möglich ist und neue Erkenntnisse zur Entstehungsgeschichte des Universums liefern.

## Entwurf
Das Einstein-Teleskop soll unterirdisch in einer Tiefe von 200 bis 300 m gebaut werden, mit drei 10 km langen Armen in einem Dreieck, die gleiche Geometrie wie LISA. Jeweils zwei Arme zusammen werden für zwei Interferometer genutzt, insgesamt ergeben sich somit sechs Detektoren. Drei davon werden auf die Messung niedriger Frequenzen (2 bis 40 Hertz) optimiert, drei auf höhere Frequenzen.
Unterirdisch ist das seismische Rauschen geringer als an der Oberfläche. Um das thermische Rauschen zu reduzieren, werden die optischen Elemente der Interferometer für niedrige Frequenzen auf 10 Kelvin gekühlt. Der Hochfrequenz-Teil des Einstein-Teleskops soll eine wesentlich höhere Laserleistung besitzen als seine Vorgänger.

## Geplante Standorte
Bisher wurde noch kein Standort für das Teleskop ausgewählt. Unter anderem ist die Euregio Maas-Rhein im Gespräch. In Maastricht wurde dazu 2021 die Probe-Installation ETpathfinder gebaut, die vom deutschen Experimentalphysiker Stefan Hild geleitet wird. Außerdem wird als Standort die Lausitz vorgeschlagen. Auch Sardinien und Ungarn werden als mögliche Standorte in Erwägung gezogen.

## ETpathfinder
Als Vorbereitung für das Einstein-Teleskop-Projekt wurde zunächst ETpathfinder gebaut, ein verkleinerter Prototyp. Der Mini-Detektor steht an der Universität Maastricht und hat eine Armlänge von nur 20 m, Gravitationswellen können damit nicht gemessen werden. An der Versuchsanlage sollen verschiedene Technologien zur Erstausstattung des endgültigen Observatoriums entwickelt und erprobt werden. Ein Fokus liegt dabei auf den Anpassungen für tiefe, kryogene, Temperaturen.

## Teilnehmer
Die Designstudie für das Einstein-Teleskop war ein Projekt des 7. Forschungsrahmenprogramms (FP7). Sie wurde von acht führenden europäischen Instituten der Gravitationswellenforschung, koordiniert durch das European Gravitational Observatory, beantragt.
- Europäische Union: European Gravitational Observatory
- Italien: Istituto Nazionale di Fisica Nucleare
- Deutschland: Max-Planck-Institut für Gravitationsphysik
- Frankreich: Centre national de la recherche scientifique
- Vereinigtes Königreich: University of Birmingham
- Vereinigtes Königreich: University of Glasgow
- Niederlande: Nikhef
- Vereinigtes Königreich: Cardiff University

Inzwischen gehören der Einstein Telecope collaboration eine Vielzahl europäischer Forschungseinrichtungen und Institutionen an. Mehrere Konsortia entwickeln Pläne für verschiedene mögliche Standorte des Teleskops, darunter ein belgisch-deutsch-niederländisches Konsortium (von über 70 Organisationen, Instituten und Institutionen) für die Euregio Maas-Rhein.